# Corps Suevia Tübingen

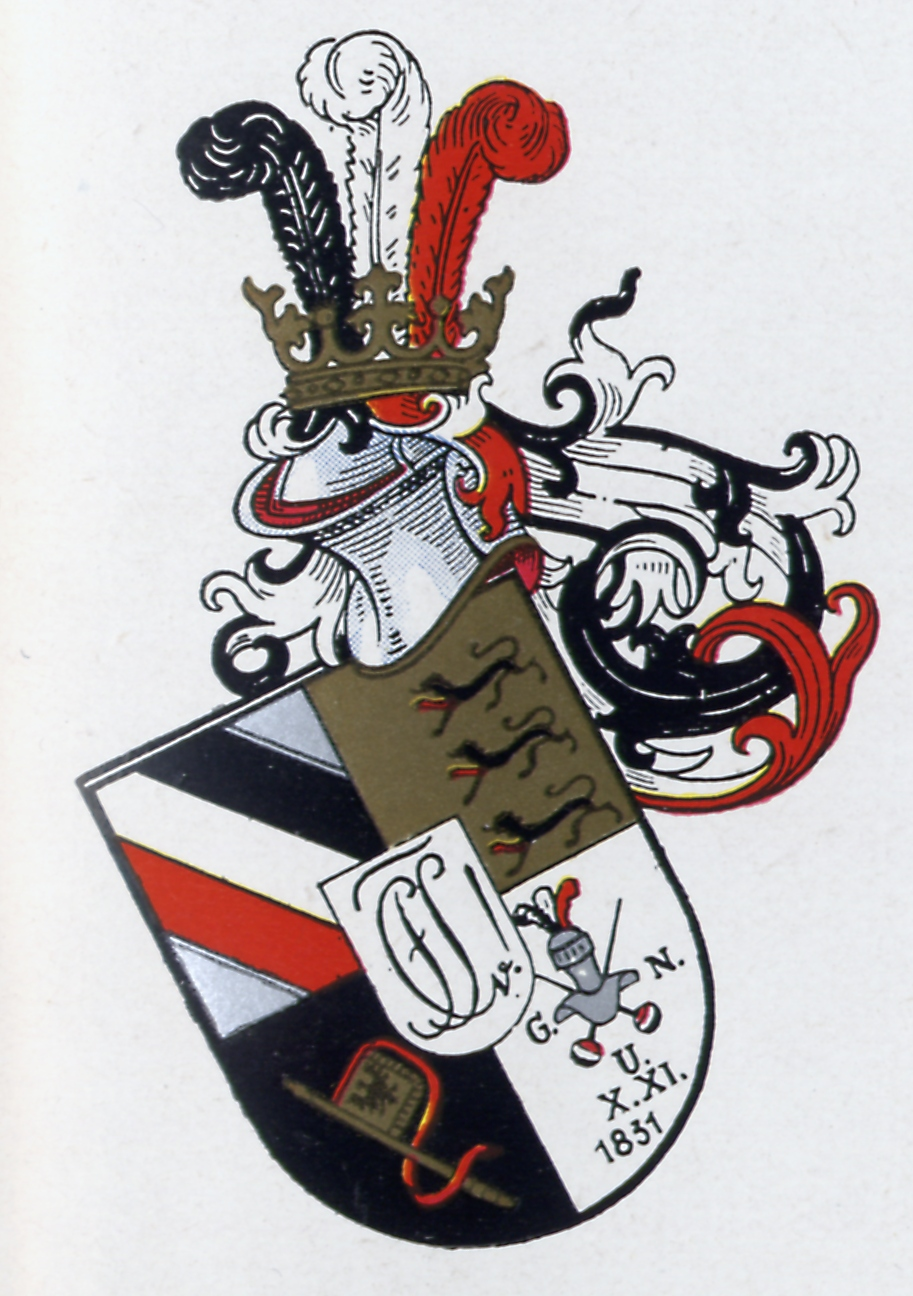
Suevia Tübingen

Das Corps Suevia Tübingen ist eine Studentenverbindung, die von 1857 bis 1971 dem Kösener Senioren-Convents-Verband (KSCV) angehörte. Das Corps trägt Couleur, ficht aber seit 1971 keine Mensuren mehr. Es vereint Studenten und Alumni der Eberhard Karls Universität. Die Corpsmitglieder werden „Tübser Schwaben“ genannt.

## Couleur

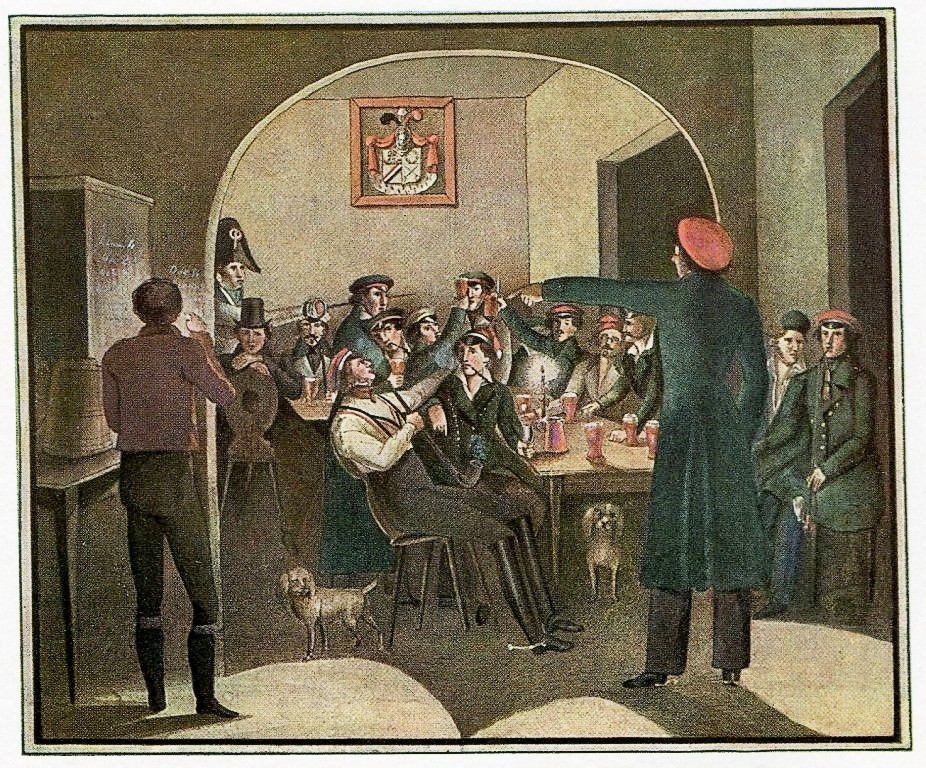
Kneipe der Tübinger Schwaben, um 1815

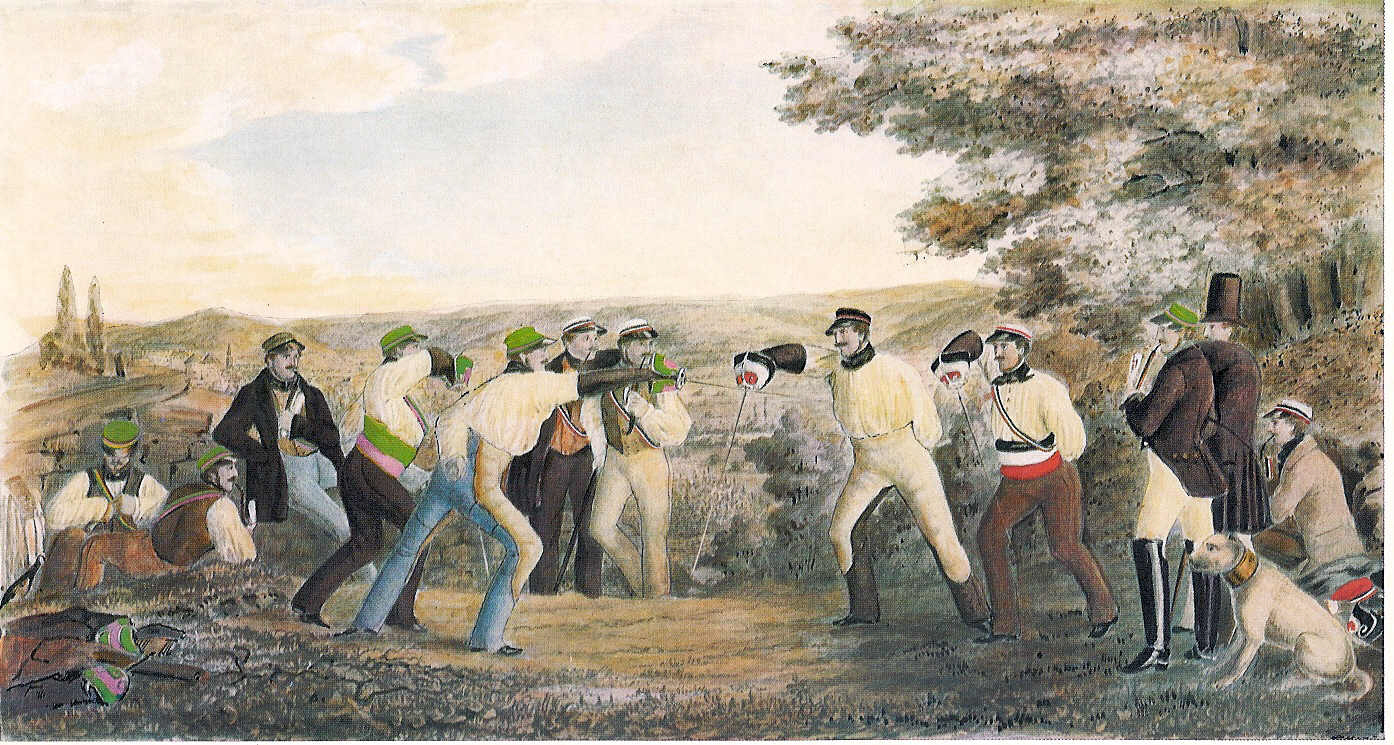
Fechtszene des Corps Suevia Tübingen (rechts) mit einem Vertreter des Corps Franconia Tübingen aus dem Jahre 1831

Suevia trägt die Farben schwarz-weiß-rot mit silberner Perkussion, dazu wird eine rote Mütze getragen. Die Füchse tragen ein Band in schwarz-rot. Die Farbwahl soll, wie schon die ähnlichen Kombinationen bei Obersuevia (1808–1812) und Suevia II (1813–1826) auf die 1793 durch kaiserlichen Gnadenbrief verliehenen Uniformfarben der schwäbischen Reichsritterschaft zurückgehen.

## Geschichte
Bereits vor der Gründung des heutigen Corps Suevia hat es in Tübingen Corps dieses Namens gegeben. So von 1807 bis 1811 die Suevia I mit den Farben schwarz-gelb-weiß, von 1808 bis 1812 die Suevia superior, von 1813 bis 1826 die Suevia II sowie von 1829 bis 1830 die Suevia III. Die drei letzteren Corps trugen bereits das heutige schwarz-weiß-rot. Die Suevia superior bildete mit der Franconia I 1808 den ersten Tübinger Senioren-Convent.
Im Jahre 1831 wurde dann die heutige Suevia (nach studentenhistorischer Zählung Suevia IV) gegründet. 1857 trat der Tübinger SC dem Kösener Senioren-Convents-Verband (KSCV) bei. 1899 war Suevia das präsidierende Vorortcorps und stellte mit Friedrich Blauel den Vorsitzenden des oKC. Innerhalb des Verbandes schloss sich das Corps in der zweiten Hälfte des 19. Jahrhunderts dem „grünen Kreis“ an. Dieser Zusammenschluss von Corps erhielt seine Prägung durch Corpsangehörige aus Familien, die oft schon über Generationen durch Landbesitz und öffentliche Ämter ihre Stellung in der Gesellschaft hatten festigen können. Den Höhepunkt der gesellschaftlichen Anerkennung erreichte das Corps durch die Mitgliedschaft von Wilhelm II. (Württemberg).

### NS-Zeit
Unter dem Druck der Gleichschaltung wurde 1933 auch im Kösener Senioren-Convents-Verband der Arierparagraph  eingeführt. Als man 1934 zudem den Ausschluss der „Judenstämmlinge und jüdisch Versippten“ aus den Verbindungen forderte, verweigerten dies die Corps Baltia, Suevia München, Guestphalia Heidelberg, Rhenania Straßburg, Austria Prag und Borussia Halle. Sie wurden aus dem KSCV ausgeschlossen. Indem sie dem Nachgeben in der Arierfrage eine kurze Suspension vorzog, kam Suevia 1934 dem Ausschluss aus dem HKSCV zuvor. Tatsächlich rekonstituierte sie alsbald. Sie zeigte im Wintersemester 1935/36 bewusst führend im Tübinger Senioren-Convent die Farben. Gefochten wurde mit dem SC. Ein Dank-Glasfenster auf dem Corpshaus von Borussia Tübingen erinnert daran. Dennoch beschloss Suevia am 27. Oktober 1935: „Die Arierbestimmungen im Sinne der NSDAP werden im Corps durchgeführt.“ Zur Begründung heißt es 1990: „Während 1934 nur die Zugehörigkeit des Corps zum ... Kösener Verband auf dem Spiel stand, ging es im Oktober 1935 um die Existenz des Corps schlechthin.“

### Neubeginn

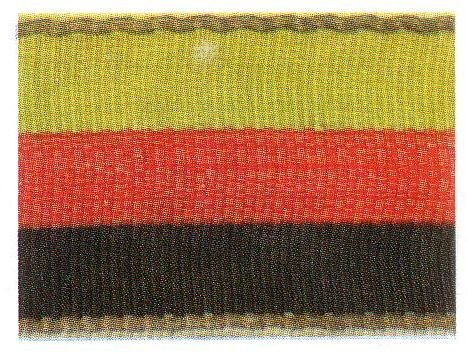
Österberg

1949 gründete Suevia mit Franconia und Borussia die Verbindung Österberg. 1950 rekonstituierte Suevia allein. Mit anderen grünen Corps verfolgte Suevia im Zuge der Umwälzungen durch die 68er-Bewegung im KSCV das Ziel, das Schlagen von Mensuren als Pflicht in Frage zu stellen. Dahinter stand der Gedanke, an innerer und äußerer Glaubwürdigkeit zu gewinnen, wenn die Mensur als Instrument zur charakterlichen Erziehung in den Hintergrund tritt. Als das nicht zu erreichen war, wurde über eine Aufspaltung des Verbandes nachgedacht. Schließlich traten im Jahre 1971 aufgrund der Deckelung der Fechtfrage vier „grüne“ Corps, darunter Suevia Tübingen, aus dem Verband aus. Seitdem haben Angehörige dieser Corps keine Mensuren mehr auf ihre Farben geschlagen. 2010 wurde das 50-jährige Kartell mit dem Corps Bremensia Göttingen gefeiert.

## Corpshaus

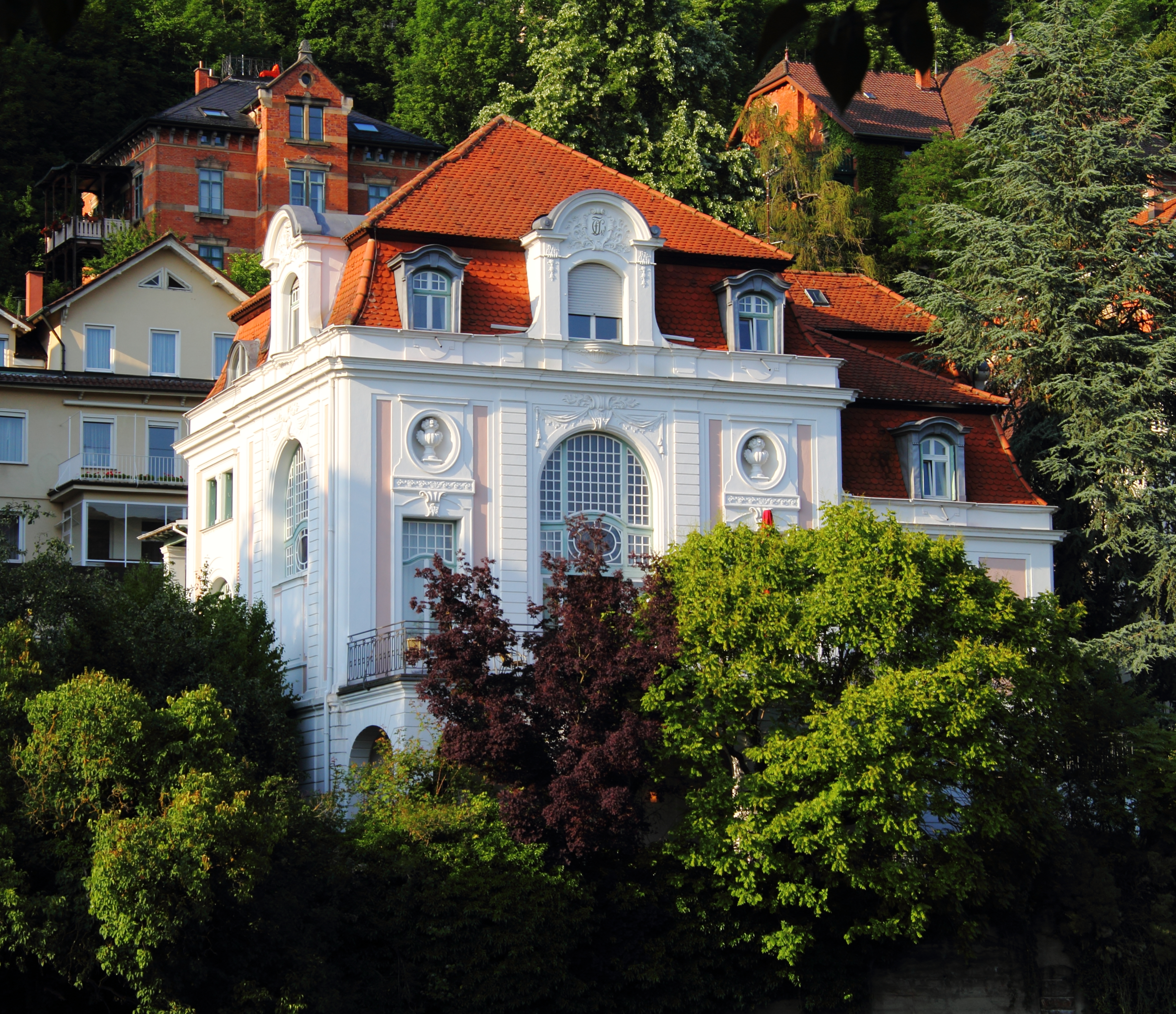
Früheres Corpshaus der Suevia Tübingen in der Gartenstr. 12

Das erste Corpshaus der Suevia war ein gekauftes Haus in der Neckarhalde 66, das von 1885 bis 1900 vom Corps genutzt wurde. Bald reichte der Platz nicht mehr aus und es wurde ein neues Haus direkt am Neckarufer gebaut. Das Schwabenhaus in der Gartenstr. 12 war von 1900 bis 1936 das Corpshaus der Suevia Tübingen. Heute ist es Sitz der Evangelischen Hochschule für Kirchenmusik. Seit 1952 nutzt Suevia ein neues Haus in der Kleiststraße.

## Mitglieder

### Fürsten
- Prinz Asfa-Wossen Asserate (* 1948), Großneffe des letzten Kaisers von Äthiopien, Unternehmensberater und Autor
- Ernst II. zu Hohenlohe-Langenburg (1863–1950)
- Gustav Albrecht zu Sayn-Wittgenstein-Berleburg (1907–1944), deutscher Offizier, Chef des Hauses von Sayn-Wittgenstein-Berleburg
- Richard zu Sayn-Wittgenstein-Berleburg (1934–2017), Unternehmer und Chef des Gesamthauses Sayn-Wittgenstein
- Wilhelm II. (1848–1921), König von Württemberg

### Abgeordnete und Minister
- Heinrich Adelmann von Adelmannsfelden (1848–1920), MdR
- Ludwig Ahlmann (1859–1942), Kieler Bankier und Politiker
- Hermann Bagge (1867–1936), MdHB
- August Becher (1816–1890), Mitglied des Landtags von Württemberg
- August Beste (1868-nach 1960), Landtagspräsident in Waldeck-Pyrmont
- Carl Braband (1870–1914), MdHB
- Hermann Karl Dumrath (1854–1922), Landrat des Kreises Strasburg in Westpreußen, MdHdA
- Hermann von Gaisberg-Helfenberg (1860–1924), Forstbeamter und Politiker
- Ulrich von Gaisberg-Helfenberg (1863–1906), Gutsbesitzer und Politiker
- Friedrich von Gaisberg-Schöckingen (1857–1932), Gutsbesitzer und Politiker
- Julius von Griesinger (1836–1899), Chef des württembergischen Zivilkabinetts
- Wilhelm von Gültlingen (1834–1898), MdR
- Karl Friedrich von Heyd (1788–1873), Oberamtsverweser des Oberamts Wiblingen, Oberamtsrichter in Weinsberg und Ludwigsburg, Mitglied der Zweiten Kammer des Württembergischen Landtags
- Carl von Kohlhaas (1829–1907), Präsident des Oberlandesgerichts Stuttgart, Landtagsabgeordneter
- Eugen Emil Arthur Kulenkamp (1860–1933), Senator der Hansestadt Lübeck
- Detlev Martens (1847–1905), Arzt, MdHdA
- Hermann von Mittnacht (1825–1909), Ministerpräsident des Königreichs Württemberg
- Konstantin Freiherr von Neurath (1873–1956), Reichsaußenminister, Reichsprotektor von Böhmen und Mähren
- Konstantin Sebastian von Neurath (1847–1912), MdR
- Karl von Oertzen (1844–1914), Staatsminister des Fürstentums Lippe-Detmold, Regierungspräsident der Hohenzollernschen Lande und von Lüneburg
- Christian zu Rantzau (1858–1939), Landrat, Generallandschaftsdirektor von Schleswig-Holstein, Rittergutsbesitzer, Mitglied des Preußischen Staatsrates, MdHH
- Carl Plessing (1861–1922), Lübecker Staatsrat
- Robert Römer (1823–1879), MdR
- Bernhard Rüder (1899–1968), Gynäkologe, MdHB
- Kurt Schenck zu Schweinsberg (1858–1929), MdHdA, Konsistorialpräsident der Evangelischen Landeskirche in Hessen-Kassel
- Alexander Schön (1864–1941), Präsident der Hamburgischen Bürgerschaft
- Julius Freiherr von Soden (1846–1921), Gouverneur von Kamerun und Deutsch-Ostafrika, Außenminister des Königreichs Württemberg
- August von Veit (1861–1927), MdR
- Julius Vermehren (1855–1928), Senator der Hansestadt Lübeck
- Hans-Peter Voigt (1936–2014), MdB

### Mediziner und Naturwissenschaftler
- Cäsar Ahrens (1868–1934), Handelschemiker
- Heinrich Albers-Schönberg (1865–1921), Radiologe
- Karl Heinrich Baumgärtner (1798–1886), Professor der Medizin
- Adolf Bingel (1879–1953), Internist in Braunschweig[7]
- Paul von Bruns (1846–1916), Professor für Chirurgie an der Universität Tübingen
- Heinrich Fritsch (1844–1915), Professor für Gynäkologie in Breslau und Bonn
- Carl Wilhelm Heine (1838–1877), Professor für Chirurgie, Präsident der deutschen Ärzteschaft in Prag
- Hermann Küttner (1870–1932), Professor für Chirurgie
- Felix Landois (1879–1945), Professor für Chirurgie
- Friedrich Matthaei (1865–1930), Gynäkologe in Hamburg
- Walter Parrisius (1891–1977), Arzt
- Carl Oberg (1853–1923), Kinderarzt
- Werner Wachsmuth (1900–1990), Chirurg
- Eduard Zacharias (1852–1911), Botaniker, Direktor der Hamburgischen Botanischen Staatsinstitute

### Industrielle
- Ernst Albrecht (1877–1960), Mineralölindustrieller
- Heinrich von Brunck (1847–1911), Chemiker, Vorstandsvorsitzender der BASF
- Herbert Girardet (1910–1972), Verleger
- Otto Rudolf Haas (1878–1956), Stahlindustrieller
- August von Knieriem (1887–1978), Industrieller
- Fritz ter Meer (1884–1967), Industrieller

### Richter und Rechtswissenschaftler
- Erich Brodmann (1855–1940), Richter am Reichsgericht
- Ernst Siegfried Buresch (1900–1969), Präsident des Schleswig-Holsteinischen Landessozialgerichts
- Victor Foitzick (1877–1952), Richter am Oberverwaltungsgericht
- Werner Fontaine (1881–1962), Amtsgerichtsdirektor in Hannover
- Wilhelm Gadow (1875–1945), Reichsgerichtsrat
- Moriz von Gemmingen (1817–1883), Landgerichtspräsident in Ulm
- Wolfgang Girisch (* 1927), Vorsitzender Richter am Bundesgerichtshof
- Rüdiger von Groll (1937–2020), Richter am Bundesfinanzhof
- Hans-Peter Haferkamp (* 1966), Rechtshistoriker
- Max Landois (1873–1935), Reichsgerichtsrat
- Hans Tägert (1908–1945), Privatrechtler
- Ernst Ziehm (1867–1962), Senatspräsident der Freien Stadt Danzig

### Kommunal- und Staatsbeamte
- Karl Friedrich Bardili (1790–1826), württembergischer Oberkriegsrat und Oberamtmann
- Fidel von Baur-Breitenfeld (1835–1886), Diplomat und Gesandter
- Wilhelm Behncke (um 1859–1928), Landrat in Heide
- Emilio Böhme (1877–1921), Landrat in Tondern, deutscher Vertreter in der Commission Internationale de Surveillance du Plébiscite Slesvig
- Richard von Bötticher (1855–1934), Regierungspräsident in Osnabrück
- Ulrich Bopp (* 1940), Ministerialbeamter und Geschäftsführer der Robert-Bosch-Stiftung
- Waldemar Breyer (1885–1965), Landrat in Rummelsburg
- Hans Büsing (1880–1941), Diplomat
- Albrecht Claus (1896–1963), Bürgermeister von Oberlahnstein
- Wilhelm Friedrich von Drescher (1820–1897), württembergischer Oberamtmann
- Adolf Frank von Fürstenwerth (1833–1893), Regierungspräsident der Hohenzollernschen Lande, MdHdA
- Wilhelm Frank von Fürstenwerth (1825–1909), Oberamtmann des Landkreises Hechingen, MdHdA, Oberverwaltungsgerichtsrat am Preußischen Oberverwaltungsgericht
- Karl Alfred von Gemmingen (1877–1962), württembergischer Kammerherr
- Friedrich Gramsch (1894–1955), Hauptgeschäftsführer des Deutschen Landkreistages
- Stephan von Gröning (1861–1944), Regierungspräsident in Stralsund
- Erich Haenel von Cronenthal (1856–1906), Landrat in Sorau
- Otto Haltermann (1858–1894), Oberbeamter des Stadt- und Landamts Lübeck
- Karl von Hassell (1872–1932), Verwaltungsjurist
- Ulrich von Hassell (1881–1944), deutscher Diplomat und Widerstandskämpfer des 20. Juli 1944
- Karl Hayessen (1865–1947), Landrat in Wollstein und Fraustadt
- Otto-Raban Heinichen (* 1932), Botschafter in Budapest
- Hans von Heppe (1907–1982), Staatssekretär im Bundesministerium für Bildung und Wissenschaft
- Wolfgang Höfeld (1889–1965), Marineflieger, Ministerialbeamter und Intendant der Luftwaffe
- Johannes zu Hohenlohe-Bartenstein (1863–1921), Offizier und Standesherr des Königreichs Württemberg
- Moritz von Hundelshausen (1856–1934), Landrat in Bad Pyrmont
- Thorsten Hutter (* 1960), deutscher Diplomat
- Alexander von Keudell (1861–1939), Landrat in Eschwege, Rittergutsbesitzer, Präsident des Kurhessischen Kommunallandtags
- Ernst Eberhard Kleiner (1871–1951), Landrat, Präsident des Deutschen Sparkassen- und Giroverbandes
- Wilhelm Kutscher (1876–1962), Oberpräsident von Ostpreußen
- Theodor Loerbroks (1894–1958), Oberbürgermeister von Lünen
- Karl Löwe (1845–1907), Präsident des Kaiserlichen Kanalamtes
- Robert Lorenz (um 1872–1948) Rittergutsbesitzer, Landrat in Kosten
- Emil von Maillot de la Treille (1845–1882), Kreisdirektor in Altkirch
- Hans-Ulrich von Marchtaler (1906–1977), Botschafter in Stockholm
- Kurt Melcher (1881–1970), Verwaltungsjurist
- Marquard Georg Metzger (um 1805–1872), Oberamtmann in Bonndorf, Stockach, Staufen und Oberkirch
- Max von Mülberger (1859–1937), Oberbürgermeister von Esslingen
- Wolfgang Mülberger (1900–1983), Oberbürgermeister von Tübingen
- Julius Mülhens (1879–1954), Landrat des Rheingaukreises
- Hugo Müller-Otfried (1860–1933), Landrat des Kreises Bleckede
- Felix von Niemeyer (1851–1896), Dragoman
- Fritjof von Nordenskjöld (* 1938), Botschafter in Rom und Paris
- Victor Sigismund von Oertzen (1844–1915), Gutsbesitzer, Landrat
- Adolf Parthey (1870–1945), Landrat in Schwerin an der Warthe
- Detlev von Reventlow (1876–1950), Landrat in Guben, stellvertretender Geschäftsführer des Deutschen Sparkassen- und Giroverbandes, Aufsichtsrat der Märkischen Elektrizitätswerk AG
- Richard Roffhack (1872–1938), Vorstandsvorsitzender der Bremer Straßenbahn AG
- Gustav Schneider (1857–1931), Regierungspräsident in Schleswig
- Eduard Schott von Schottenstein (1822–1897), Oberamtmann in Böblingen, Hofmarschall der Königinmutter Pauline von Württemberg
- Karl Roth von Schreckenstein (1823–1894), Archivar und Historiker, Direktor des Generallandesarchivs in Karlsruhe
- Paul von Schroeter (1858–1907), Fideikommissbesitzer, Landrat in Tost-Gleiwitz
- Kurt Detloff von Schwerin (1853–1908), Landrat, Polizeipräsident, Regierungspräsident
- Karl Schwering (1879–1948), Landrat in Jork und Stade
- Alfred Spindler (1888–1948), Jurist in der Finanzverwaltung
- Otto Steneberg (um 1864–1940), Landrat im Blomberg
- Paulus von Stolzmann (1901–1989), Botschafter in La Paz, Addis Abeba und Luxemburg
- Werner von Trott zu Solz (1849–1898), Landrat in Jülich und Rotenburg an der Fulda
- Carl Völckers (1886–1970), Präsident der Behörde für Schiffahrt, Handel und Gewerbe in Bremen
- Kurt Wachsmann (1886–1944). Ministerialbeamter im Reichsdienst
- Bruno Wachsmann (1888–1951), Landrat des Kreises Oletzko
- Hans-Joachim Wachsmuth (1934–2024), Verwaltungsjurist in Bayern
- Hans von Watter (1903–1945), Landrat in Freudenstadt, Oberlandrat in Prag
- Carl Christian Friedrich Weckherlin (1790–1853), Oberamtmann in Reutlingen, Tübingen und Urach
- Werner von Weiher (1859–1904), Landrat in Rummelsburg
- Paul Windels (1883–1970), Landrat in Militsch und Stargard
- Friedrich von Zezschwitz (* 1935), Landesdatenschutzbeauftragter von Hessen

### Sonstige
- Ernst Baasch (1861–1947), Historiker und Bibliothekar in Hamburg und Freiburg
- Wilhelm Beeckmann (1872–1960), Schriftleiter der Glückauf – Berg- und Hüttenmännische Zeitschrift
- German von Bohn (1812–1899), Historienmaler
- Franz Boner (1868–1941), Bankier
- Rolf Claessen (* 1972), Patentanwalt
- Hans Fleisch (* 1958), Generalsekretär des Bundesverbands Deutscher Stiftungen
- Ernst Otto Framhein (1904–1954), Rechtsanwalt in Hamburg
- Julius Haußmann (1816–1889), Kaufmann, Publizist und Politiker
- Hans Hirsekorn (1887–1960), Rechtsanwalt und Notar in Südwestafrika
- Gerhard Kleiner (1908–1978), Archäologe
- Franz Koppel-Ellfeld (1838–1920), Bühnenautor in Dresden
- Ascan Lutteroth (1874–1960), Genealoge und Jurist
- Fritz Michel (1877–1966), Arzt, Politiker, Historiker und Kunsthistoriker
- Ludwig Munzinger junior (1921–2012), Verleger
- Bernd Neuner-Duttenhofer (* 1943), Autor, Journalist, Fernsehmoderator
- Hermann Pinckernelle (1880–1954), Rechtsanwalt und Synodaler in Hamburg
- Hugo Riemann (1849–1919), Musiktheoretiker, Musikhistoriker, Musikpädagoge und Musiklexikograph
- Siegmar von Schnurbein (* 1941), Archäologe
- Heiko Thieme (* 1943), Portfoliomanager und Anlageberater
- Hermann Wendt (1909–1940), Militärhistoriker
- Eberhard von Zeppelin (1842–1906), Historiker, Bankier, Bodenseeforscher, Hotelier, Autor und Botschafter